# Aletheia (album)
Aletheia è il terzo album in studio del rapper italiano Izi, pubblicato il 10 maggio 2019 dalla Island Records.

## Antefatti
Dopo l'inattività posteriore alla pubblicazione di Pizzicato, Izi ha distribuito i singoli Fumo da solo e Magico, presentandoli come brani indipendenti. L'11 aprile, dopo aver impostato un video di presentazione in ogni suo brano presente sulla piattaforma Spotify, Izi ha annunciato il disco, del quale è stata svelata, una settimana dopo, la data di pubblicazione. Successivamente viene svelata la lista tracce, incluse le produzioni ed le collaborazioni presenti nell'album, eccetto un misterioso ??? in Weekend.
Un'ulteriore anticipazione del disco è stata data il 1º maggio 2019 in occasione dell'annuale Concerto del Primo Maggio: Izi si è infatti esibito in Dammi un motivo ed in una versione rivisitata di Dolcenera di De André, anch'essa contenuta nell'album. Il 30 aprile 2019 Izi ha pubblicato il secondo singolo Dammi un motivo, mentre pochi più tardi ha inoltre organizzato con alcuni fan un ascolto anticipato del disco.

## Descrizione
In un'intervista, Izi ha dichiarato di aver scelto, come titolo del disco, la parola Aletheia (traslitterazione in alfabeto latino del termine ἀλήθεια, che in greco antico significa «verità») ispirandosi ad un episodio vissuto con il proprio padre: il significato che il rapper ripone in tale termine è, in particolare, quello di dischiusa ed epifania. Izi ha voluto peraltro esprimere il proprio stato d'animo, dopo aver vissuto, a detta sua, per un anno e mezzo una profonda crisi depressiva e psicologica.
Il disco vanta la collaborazione di artisti (italiani e non) di successo consacrato a livello internazionale, come Sfera Ebbasta ed Heezy Lee, oltre peraltro alla collaborazione dell'emergente Speranza. La collaborazione ??? alla traccia Weekend si è rivelata poi essere Izi stesso, che canta una strofa in lingua inglese. Dolcenera è invece una reinterpretazione dell'omonimo brano musicale di Fabrizio De André. Il perché di questa canzone, come riporta Claudio Cabona su Il Secolo XIX, Izi l'ha spiegato durante un concerto a Genova nel luglio del 2019: «Ho scelto questa canzone perché per me Fabrizio è la voce di Dio. Ho scelto questo brano perché dentro c'è il "nero", lo sporco del potere. Dentro c'è la violenza della polizia. E mi viene in mente il G8 del 2001. Dentro c’è il dramma delle alluvioni per cui questa terra ha pagato molto. Dentro c'è la mia sofferenza per il crollo del ponte Morandi. Ma noi liguri non ci pieghiamo. Spaliamo via la merda. E rinasciamo, sempre».
Nel foglietto illustrativo della copia fisica del CD, inoltre, c'è una menzione al passo evangelico Luca, 11, 31-41, in cui si fa riferimento ad immagini metaforiche quali la lanterna e l'occhio (un occhio, peraltro, è raffigurato nella copertina del disco).

## Tracce
Testi di Diego Germini, eccetto dove indicato.
1. Il nome della rosa – 1:48 (musica: Davide Melacca)
2. Volare II – 3:44 (musica: Davide Melacca, Marco Zangirolami)
3. OK (feat. Speranza) – 2:23 (testo: Diego Germini, Ugo Scicolone – musica: Davide Melacca)
4. 48H (feat. Sfera Ebbasta) – 3:18 (testo: Diego Germini, Gionata Boschetti – musica: Paolo Alberto Monachetti)
5. Pace – 2:43 (musica: Davide Melacca, Marco Zangirolami)
6. Weekend – 4:20 (musica: Davide Melacca)
7. A'dam – 3:12 (musica: Davide Melacca)
8. Dammi un motivo – 3:25 (musica: Simone Benussi)
9. Uh, che peccato! – 2:48 (musica: Jamaal Henry)
10. Dolcenera – 4:05 (Fabrizio De André, Ivano Fossati)
11. San Giorgio (feat. Heezy Lee, Josh) – 3:04 (testo: Diego Germini, Heezy Lee Prince Karl Adjabé, Josh Rosinet – musica: Heezy Lee Prince Karl Adjabé, Josh Rosinet)
12. Carioca – 3:20 (musica: Davide Mattei)
13. Pasta e molliche – 2:51 (musica: Simone Benussi, Andrea Venerus)
14. Fumo da solo – 3:40 (musica: Davide Mattei, Paolo Alberto Monachetti)
15. Grande – 3:26 (musica: Kevin Vincent)
16. Zorba – 2:16 (musica: Bijan Amir, Frankie P)

## Formazione
Musicisti
- Izi – voce
- Speranza – voce aggiuntiva (traccia 3)
- Sfera Ebbasta – voce aggiuntiva (traccia 4)
- Heezy Lee – voce aggiuntiva (traccia 11)
- Josh Rosinet – voce aggiuntiva (traccia 11)

Produzione
- Davide Ice – produzione (tracce 1-3, 5-7, 10)
- Marco Zangirolami – produzione (tracce 2, 3, 5, 7 e 10), missaggio, mastering
- Charlie Charles – produzione (tracce 4 e 14)
- Mace – produzione (tracce 8 e 13)
- Maaly Raw – produzione (traccia 9)
- Heezy Lee – produzione (traccia 11)
- Josh – produzione (traccia 11)
- Tha Supreme – produzione (tracce 12 e 14)
- Venerus – produzione (traccia 13)
- High Klassified – produzione (traccia 15)
- Frankie P – produzione (traccia 16)
- Bijan Amir – produzione (traccia 16)

## Classifiche

### Classifiche settimanali
| Classifica (2019) | Posizione massima |
| ----------------- | ----------------- |
| Italia            | 1                 |

### Classifiche di fine anno
| Classifica (2019) | Posizione |
| ----------------- | --------- |
| Italia            | 30        |